# Anden italiensk-abessinske krig
Den anden italiensk-abessinske krig var en kolonikrig, som indledtes i oktober 1935 og afsluttedes i maj 1936. Krigen udkæmpedes mellem de væbnede styrker i Kongeriget Italien (Regno d'Italia) og de væbnede styrker i Kejserriget Etiopien (også kendt som Abessinien). Krigen resulterede i den militære okkupation af Etiopien og dette lands annektering til den nyligt skabte koloni Italiensk Østafrika (Africa Orientale Italiana, eller AOI). Italien havde et stort teknologisk overtag med blandt andet kampvogne og bombefly, som abessinierne manglede. Italienerne anvendte også krigsgas i stor udstrækning.
Politisk er krigen især husket, fordi den viste den iboende svaghed i Folkeforbundet. I lighed med Mukden-episoden i 1931 (den japanske annektering af tre kinesiske provinser), ses Abessinienkrisen 1934 ofte som et eksempel på ineffektivitet i forbundet. Både Italien og Etiopien var medlemslande, og alligevel kunne forbundet ikke styre Italien eller beskytte Etiopien, da Italien tydeligt havde brudt imod forbundets egen Artikel X.
Det positive udfald af krigen for italienerne faldt sammen med højdepunktet i den internationale popularitet for diktatoren Benito Mussolinis fascistiske regime.
Abessiniens kejser Haile Selassie flygtede under krigen til Storbritannien. I 1941, under 2. verdenskrig, besejrede de allierede styrker italienerne, og Abessinien blev på ny selvstændigt.